# Camden Bullets
Los Camden Bullets fueron un equipo de baloncesto estadounidense con sede en la ciudad de Camden, Nueva Jersey, que jugó en la CBA en sus distintas denominaciones a lo largo de la historia.

## Historia
El equipo se creó en Baltimore, Maryland, utilizando el nombre de los legendarios Baltimore Bullets, en 1958. En 1960 alcanzaron por vez primera las finales, cayendo ante los Easton Madisons, ganando su primer título al año siguiente, tras derrotar en la final a los Allentown Jets.
En 1961 se mudaron a la ciudad de Camden, Nueva Jersey, y en su primera temporada acabaron en sexta posición. Pero al año siguiente llegó al equipo la estrella de la NBA Paul Arizin, quien había preferido quedarse cerca del área de Filadelfia en lugar de trasladarse con su equipo, los Philadelphia Warriors, a San Francisco. En 1963 cayeron en semifinales ante los Wilkes-Barre Barons, y al año siguiente lograron el título derrotando a los Trenton Colonials en las finales.
En 1966 el equipo se trasladó a Hartford, Connecticut, logrando el título en su último año de existencia, en 1974, derrotando a los Allentown Jets por un punto en la prórroga del quinto y definitivo partido.
En 1970, en Camden resurgió de nuevo un equipo con el nombre de Bullets, quienes tras una temporada se trasladaron a Cherry Hill para competir un año más con el nombre de Cherry Hill Demons.

## Trayectoria
| Año     | Equipo            | Liga | Temp. Regular | Playoffs            |
| ------- | ----------------- | ---- | ------------- | ------------------- |
| 1958/59 | Baltimore Bullets | EPBL | 6º            |                     |
| 1959/60 | Baltimore Bullets | EPBL | 2º            | Finalista           |
| 1960/61 | Baltimore Bullets | EPBL | 1º            | Campeón             |
| 1961/62 | Camden Bullets    | EPBL | 6º            |                     |
| 1962/63 | Camden Bullets    | EBA  | 2º            | Semifinales         |
| 1963/64 | Camden Bullets    | EPBL | 1º            | Campeón             |
| 1964/65 | Camden Bullets    | EPBL | 1º            | Semifinales         |
| 1965/66 | Camden Bullets    | EPBL | 4º, Eastern   |                     |
| 1966/67 | Hartford Capitols | EPBL | 2º, Eastern   | Semifinales         |
| 1967/68 | Hartford Capitols | EPBL | 2º            | Semifinales         |
| 1968/69 | Hartford Capitols | EPBL | 3º, Eastern   | Finales de división |
| 1969/70 | Hartford Capitols | EPBL | 4º            | Semifinales         |
| 1970/71 | Hartford Capitols | EBA  | 2º, Eastern   | Finales de división |
| 1971/72 | Hartford Capitols | EBA  | 3º            | Semifinales         |
| 1972/73 | Hartford Capitols | EBA  | 1º            | Finalista           |
| 1973/74 | Hartford Capitols | EBA  | 1º, Eastern   | Campeón             |